# Nieuw-Guinese naaktoogkaketoe
De Nieuw-guinese naaktoogkaketoe (Cacatua sanguinea transfreta), is een vogel uit de orde der papegaaiachtigen en de familie der kaketoes. Hij is een ondersoort van de Naaktoogkaketoe (Cacatua sanguinea).

## Uiterlijk
Deze ondersoort heeft hetzelfde uiterlijk als de nominaatvorm maar met verschil dat de onderzijde van de vleugels en staart de kleur geel-bruin is. Verder heeft hij een zalmroze vlek tussen de ogen en snavel. De naakte oogrand en de kale plek onder de ogen is grijs-blauw gekleurd. Het verenkleed is verder in zijn geheel wit evenals de kleine kuif. De krachtige snavel is lichtgrijs van kleur, de poten zijn grijs. De vogels wordt tussen de 36 tot 38 cm groot.

## Leefgebied
Deze kaketoesoort komt voor in de laaglanden van het zuidelijke deel van Papoea-Nieuw-Guinea. De vogel is te vinden in graslandschappen, bossen, mangroves en gecultiveerd gebied.

## Voedsel
Het meeste van zijn voedsel zoekt de vogel op de grond. Het overwegend vegetarische menu bestaat uit zaden, bessen, vruchten, wortels, noten aangevuld met insecten en larven. Op zoek naar voedsel graven de vogels gaten van enkele centimeters diep.

## Voortplanting
Het vrouwtje legt meestal tussen de 2 tot 4 eieren in een boomholte. De eieren worden door zowel het mannetje als vrouwtje uitgebroed. Na ongeveer 25 dagen komen de eieren uit. De jongen vliegen vervolgens na 8 weken uit.